# Пролетарский (Железногорский район)
Пролета́рский — посёлок в Железногорском районе Курской области.  Входит в состав Разветьевского сельсовета.

## География
Расположен в 14 км к юго-западу от Железногорска на правом берегу реки Осмонь. Ближайший населённый пункт — деревня Клишино.

## История
В 1937 году в посёлке было 16 дворов. Во время Великой Отечественной войны, с октября 1941 года по февраль 1943 года, находился в зоне немецкой оккупации. До 2010 года входил в состав Расторогского сельсовета.

## Население
| 1979 | 2002 | 2010 |
| ---- | ---- | ---- |
| 105  | ↘24  | ↘21  |